# Vanini
Vanini es un municipio brasileño del estado de Rio Grande do Sul.

## Ubicación
Se encuentra ubicado a una latitud de 28º28'42" Sur y una longitud de 51º50'42" Oeste, estando a una altitud de 757 metros sobre el nivel del mar. 

## Demografía
Su población estimada para el año 2004 era de 1.918 habitantes.

## Superficie

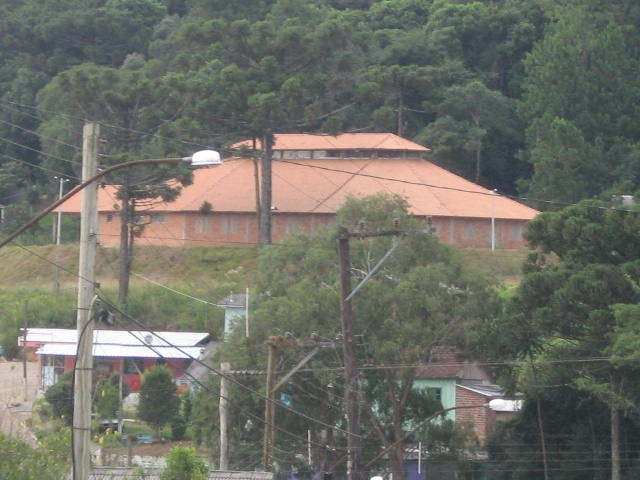
Vanini.

Ocupa una superficie de 63,886 km².